# Munster Blackwater
De Munster Blackwater-rivier  of kortweg Blackwater-rivier is een rivier in Ierland die door de graafschappen Kerry, Cork en Waterford stroomt. De Ierse naam is An Abhainn Mhór. De rivier is in totaal 168 kilometer lang.
De rivier ontspringt in het Mullaghareirk-gebergte in het graafschap Kerry en stroomt vervolgens in oostelijke richting door het graafschap Cork, waar ze onder andere ten noorden langs Millstreet stroomt. Vervolgens stroomt ze door Mallow en Fermoy, om daarna het graafschap Waterford binnen te stromen.
In haar bovenloop stroomt de Blackwater-rivier tussen hoogvlakten en een zandsteenkam met toppen tot 670 meter. De loop van de rivier is grotendeels van west naar oost tot aan Cappoquin, vanwaar de Munster Blackwater-rivier naar het zuiden stroomt. Ze mondt uit in de Keltische Zee in de haven van Youghal.
De Blackwater-rivier staat in Ierland bekend als een van de beste rivieren om op zalm te vissen.